# Tomášov
Tomášov este o comună slovacă, aflată în districtul Senec din regiunea Bratislava. Localitatea se află la altitudinea de 128 m deasupra n.m., se întinde pe o suprafață de 19,96 km2 și în 2017 număra 2.527 de locuitori.

## Istoric
Localitatea Tomášov este atestată documentar din 1240.

## Demografie
| An:                | 1994 | 2004   | 2014    | 2024    |
| ------------------ | ---- | ------ | ------- | ------- |
| Număr de persoane: | 2029 | 2142   | 2467    | 2857    |
| Diferență:         |      | +5,56% | +15,17% | +15,80% |

| An:                | 2023 | 2024   |
| ------------------ | ---- | ------ |
| Număr de persoane: | 2814 | 2857   |
| Diferență:         |      | +1,52% |